# Josef Pointner
Josef Pointner (* 2. August 1920 in Wien; † 11. Juni 2018 in Wien) war Ingenieur, Sachbuchverfasser, literarischer Schriftsteller und Rezitator. Er nutzte auch das Pseudonym OK Bahaus.

## Leben
Josef Pointner ist in Wien als Sohn eines Polizeibeamten aufgewachsen. Nach einem technischen Studium ging er als Konstrukteur zur Flugzeugfirma Junkers. Während seiner Soldatenzeit im Zweiten Weltkrieg wurde er zum Kieler Rüstungsunternehmen Walterwerke überstellt, wo er an Raketentorpedos baute. Nach Kriegsende wurde er in die Sowjetunion deportiert und war dort als Konstrukteur und Statiker für Großraketen im Kollektiv Gröttrup tätig. Er erkrankte schwer und musste deshalb nach seiner Freilassung 1952 und Rückkehr nach Wien beruflich umsatteln. Er wurde Journalist und freier Schriftsteller und erhielt eine Anstellung bei der Sozialversicherung AUVA. Hier reaktivierte er 1957 die wissenschaftliche Zeitschrift „Sichere Arbeit“ und gründete das neue Magazin „Betriebssicherheit“, später „Sicherheitsmagazin“, die bis heute erscheinen.
Bereits während seines Lageraufenthaltes in der Sowjetunion verfasste er, „um nicht verrückt zu werden...“, heitere Kurztexte.  Die größten Erfolge damit hatte er in den 1980er Jahren beim ORF Wien und dem SWR in Stuttgart. Bei literarischen Veranstaltungen rezitierte er aus eigenen Werken, über das Radio erreichte er zehntausende Hörer.
Seine Themen für Publikationen waren Unfall, Sicherheit und Katastrophen, außerdem Raketen und Raumfahrt. Die Astronautik war jahrelang sein Hauptarbeitsgebiet, er veröffentlichte hunderte Artikel über Technik, Raumfahrt, Fotografie und gelegentlich auch Short-Stories in Zeitungen und Fachzeitschriften. Im Rahmen einer „Welterkundung“ unternahm er 67 Reisen in vier Kontinente und hielt diese Fahrten in bebilderten Essays fest. Er sammelte Bücher, Exzerpte, Fotos und Tonträger. 1990 wurde er zum Ehrenprofessor ernannt. Er wurde am Kaiserebersdorfer Friedhof bestattet.

## Werke und Publikationen

### Weltraumfahrt
Josef Pointner veröffentlichte von 1966 bis 1990 zahlreiche Artikel und Bücher, die sich mit Astronautik beschäftigen.
- Das 1x1 Der Weltraumfahrt – Funktion, Rückschläge und Erfolge der Raumfahrt, 1966.
- Die Mondlandung – Der Menschheit größtes Abenteuer 1969, 403 Seiten, als Co-Autor.
- Das Weltraum Dilemma – Fortschritt und Bedrohung aus dem All, 1980, 183 Seiten.
- Mit dem Raumgleiter ins 21. Jahrhundert – Alles über Raumgleiter und bemannte Raumfahrt, 1990.

### Unfall, Katastrophen, Sicherheit, Prävention
- Unfallverhütung und Sicherheit – Durchbruch und Erfüllung einer humanen Forderung, 1989.
- Im Schattenreich der Gefahren – Wie Naturgewalten und Katastrophen uns zunehmend bedrohen, 1995.
- Wem wie was zugestoßen ist – Interessante Personen und turbulente Ereignisse, 1999, 2005 erweitert.

### Humoristische Lyrik
- Herr Salomo im Wolltrikot, 1980.
- Der Phogelvlug, 1985.
- Von Tier zu Mensch gedichtet, 1987.
- Der Floh und das Pferd, 1988.
- Mit Haut und Haaren, 1989.
- Der springende Punkt, 2000.
- Nasenflügel und Venushügel, 2007.
- Girls... Damen und andere Männerprobleme. Verlag F. Berger, Horn 2011, ISBN 978-3-85028-524-7.
- Der springende Doppelpunkt, Verl. Berger, Horn 2013. ISBN 978-3-85028-593-3